# Главни ђенералштаб (Краљевина Србија)
Главни ђенералштаб је био засебна установа и помоћни орган министра војног Кнежевине и Краљевине Србије у мирно време. На његовом челу се налазио начелник Главног ђенералштаба који је имао чин ђенерала и положај, права и власт команданта дивизије.
За време рата Главни ђенералштаб је прелазио у састав Врховне команде и штабове виших команди. Издавао је војно-научни лист „Ратник“.

## Историја
Главни ђенералштаб је основан уредбом Устројство ђенералштаба од 1876. године. Затим, 22. фебруара 1884, по старом календару, донесена је Уредба о ђенералштабној струци. Априла 1892. Главни ђенералштаб је пренесен у састав Војног министарства, а преузео је и послове Ђенералштабног одсека Општевојног одељења. Већ почетком наредне године Главни ђенералштаб је поново одвојен од Војног министарства и поништене су претходне промене у ђенералштабној струци. Оваква организација је трајала до краја 1897. године.
На основу прве Уредбе за Команду активне војске од 25. децембра 1897, по старом календару, Главни ђенералштаб са својим Операцијским одељењем пренесен је у састав Команде активне војске са називом Ђенералштабно одељење. Историјско и Географско одељење Главног ђенералштаба ушли су у састав Министарства војног као његова одељења. Начелник Штаба Команде активне војске био је и начелник ђенералштабне струке. Имао је чин ђенерала и положај, права и власт дивизијског команданта.
Главни ђенералштаб је поновно основан 5. августа 1900, по старом календару, на основу Уредбе о ђенералштабној струци. Прописан је састав и делокруг Ђенералштабне комисије, као и Главног ђенералштаба. Начелник Главног ђенералштаба је имао чин ђенерала и положај, права и власт команданта активне војске. Непуне две године касније, на основу треће Уредбе о Команди активне војске од 19. априла 1902, по старом календару, Главни ђенералштаб је са својим Операцијским одељењем ушао у састав Команде активне војске са називом Ђенералштабно одељење. Историјско и Географско одељење Главног ђенералштаба ушли су у састав Министарства војног као његова одељења. Начелник Главног ђенералштаба постао је начелник Штаба Команде активне војске, као главни орган команданта активне војске, и руководио је ђенералштабном струком. Имао је положај, права и власт дивизијског команданта. Постојао је и засебни начелник Ђенералштабног одељења са чином пуковника и имао је положај, права и власт бригадног команданта.
Дана 17. новембра 1902, по старом календару, коначно је укинута Команда активне војске, а поновно установљен Главни ђенералштаб. Историјско и Географско одељење Министарства војног враћена су у Главни ђенералштаб, Ађутантско одељење Команде активне војске у Општевојно одељење Министарства војног, а Ђенералштабно одељење Команде активне војске у Главни ђенералштаб. Месец дана касније, 28. децембра 1902, по старом календару, донесена је нова Уредба о ђенералштабној струци. Она је важила све до доношења Уредбе о Главном ђенералштабу и о ђенералштабној струци од 10. априла 1920. у Краљевству Срба, Хрвата и Словенаца.

## Задатак
Главни ђенералштаб је имао задатак да:
- проучава и израђује све послове из организације и формације војске; израђује ратне планове; води рачуна о моралном и материјалном стању војске; проучава земљу у војно-географском погледу; израђује послове који се односе на утврђивање и уопште на војно уређење земље; прати и цени резултате наставе војске и утиче на њено усавршавање; руководи већим вежбањима војске; настојава да се израђују потребне ручне књиге за војску како би се у целој војсци учврстила једнакост доктрине;
- проучава: организацију, формацију, дислокацију, наставу и целокупну убојну спрему суседних држава; врши студију суседних држава са војно-географског, војно-статистичког, војно-административног и фортификацијског гледишта; прати уопште војно развиће страних великих сила, као и њихово унутрашње политичко-економско стање;
- израђује све оне послове који се односе на дислокацију, мобилизацију и концентрацију војске; води бригу о транспортним средствима за војску и уопште о уређењу комуникација и позадине у земљи и иностранству;
- спрема приправнике за ђенералштабну струку; приређује и води ђенералштабна путовања као и друга разна вежбања официра свих родова оружја и струка;
- прибира, проучава и уређује податке за историју српских ратова; рукује ратном архивом и библиотеком Главног ђенералштаба;
- премерава земљу тригонометријски и топометријски; израђује и стара се о умножавању карата земље и суседних држава потребних војсци; држи у приправности потребне карте за све војне команде и надлештва; израђује потребне планове за употребу војске.

## Начелник
Начелник Главног ђенералштаба је имао чин ђенерала и положај, права и власт команданта дивизије. Постављао га је краљ указом. Начелник је имао помоћника и ађутанта. Помоћник начелника је имао чин ђенералштабног пуковника и положај, права и власт команданта дивизије. Постављао га је краљ указом. Он је био и уредник војно-научног листа „Ратник”. Ађутант је имао чин капетана, редовно ђенералштабни официр. Имао је положај, права и власт команданта батаљона.
У круг рада начелника Главног ђенералштаба је спадало да: реферише непосредно краљу, врховном команданту војске, о току радова и о свим важнијим пројектима и пословима у кругу рада Главног ђенералштаба; подноси министру војном на оцену и решење све пројекте и предлоге који се односе на организацију и формацију војске; руководи пословима свих одељења у Главном ђенералштабу; одобрава распоред спреме приправника за ђенералштабну струку, као и вршење ђенералштабних путовања; одобрава набавке и издатке Главног ђенералштаба у границама одобреним буџетом и министарским решењима; води рачуна о свим ђенералштабним официрима, као шеф ђенералштабне струке, и утиче на њихову спрему, рад и оцену, као и да чини министру војном предлоге за њихово унапређење и распоред; председава у Ђенералштабној комисији и извесне њене одлуке доставља министру војном на решење; прописује правила за уређивање „Ратника”; чини избор и предлоге за слање ђенералштабних официра ван земље: као за војне изасланике, на маневре и друге указане потребе.

## Ђенералштабна комисија
Ђенералштабну комисију под председништвом начелника Главног ђенералштаба састављали су: помоћник начелника Главног ђенералштаба и начелници одељења Главног ђенералштаба, а по потреби и шефови одсека. Начелници Историјског и Географског одељења, ако нису били ђенералштабни официри, учествовали су на позив начелника Главног ђенералштаба у решавању само њима стручних питања. По указаној потреби, начелник је позивао у састав Ђенералштабне комисије и: начелнике одељења и шефа Ђенералштабног одсека Општевојног одељења Војног министарства, председнике комитета и професоре војне академије.
Ђенералштабна комисија је: претресала и доносила одлуке о главним питањима, пројектима и прописима који су спадали у круг рада Главног ђенералштаба; већала о распореду ђенералштабних официра и војних изасланика; бирала између пријављених кандидата и одређивала који ће се од њих да преведу у Главни ђенералштаб на спрему и оцену; оцењивала приправнике за ђенералштабну струку; испитивала свршене приправнике за ђенералштабну струку, који су полагали испит за прелаз у ђенералштабну струку и чин ђенералштабног мајора; пројектовала програм спреме приправника за ђенералштабну струку; чинила избор, а по потреби и предлагала, ко ће се од официра слати у специјалне ђенералштабне школе у иностранству. Одлуке Ђенералштабне комисије, за које је требало решење министра војног, подносио му је начелник Главног ђенералштаба.

## Одељења
За отправљање послова Главни ђенералштаб се делио на три одељења: Операцијско, Историјско и Географско. На њиховом челу су се налазили начелници који су имали чин пуковника и положај, права и власт команданта бригаде. Начелници одељења су били ђенералштабни официри, али су начелници Историјског и Географског могли бити официри и осталих родова оружја ако су били стручни и подобни. Начелници одељења су стајали непосредно под начелником Главног ђенералштаба, управљали су имовином одељења и за њу били одговорни.
Одељења су се делила на одсеке, а шефови одсека су били виши официри и имали положај, права и власт команданта пука. Одсеци су били: Операцијског одељења (Унутрашњи, Извештајни и Саобраћајни), Историјског одељења (Ратна архива и Библиотека) и Географског одељења (Тригонометријски, Топометријско-топографски и Слагалишни). Начелнике одељења и шефове одсека постављао је краљ указом.